# Chitrakoot Airport
Chitrakoot Airport (hindi: चित्रकूट एयरपोर्ट) är en flygplats i Indien.   Den ligger i distriktet Chitrakoot och delstaten Uttar Pradesh, i den centrala delen av landet, 500 km sydost om huvudstaden New Delhi. Chitrakoot Airport ligger 301 meter över havet.
Terrängen runt Chitrakoot Airport är huvudsakligen platt, men den allra närmaste omgivningen är kuperad. Chitrakoot Airport ligger uppe på en höjd. Runt Chitrakoot Airport är det tätbefolkat, med 266 invånare per kvadratkilometer. Närmaste större samhälle är Karwi, 5,6 km norr om Chitrakoot Airport. Trakten runt Chitrakoot Airport består till största delen av jordbruksmark.